# NAVO-spellingsalfabet
Het NAVO-spellingsalfabet, NAVO-alfabet, ICAO-alfabet of International Radiotelephony Spelling Alphabet is een spelalfabet. De functie van een spelalfabet is om belangrijke delen van gesproken boodschappen foutloos te kunnen spellen en verstaan, ook bij slechtere radio- of telefoonverbindingen, en ook als gesprekspartners niet dezelfde tongval of hetzelfde dialect hebben. Het NAVO-alfabet maakt het zelfs mogelijk om gesproken boodschappen uit te wisselen tussen mensen die niet dezelfde uitspraak hebben, bijvoorbeeld omdat ze elkaars taal slecht of niet spreken. Het NAVO-alfabet heeft niet alleen woorden voor letters, maar ook voor cijfers.
Het is geen fonetisch alfabet, ook al wordt het wel zo genoemd. Het doel van het alfabet is niet dat de letter- en cijferwoorden door iedereen op exact dezelfde manier uitgesproken worden. Het doel gaat niet verder dan het voorkomen van verwarring over de gespelde letters en cijfers.

## Ontwikkeling
Na de Tweede Wereldoorlog ontstond behoefte aan standaardisatie van internationale spelalfabetten. De Noord-Atlantische Verdragsorganisatie (NAVO) en de Internationale Burgerluchtvaartorganisatie (ICAO) waren daarbij de voornaamste belanghebbenden. De 'N' was de laatste letter waarover men het eens werd. Ten koste van 'Nectar' werd het 'November'. Vanaf 1 maart 1956 is deze standaard van kracht.

## Gebruik
Het NAVO-spelalfabet is niet alleen in gebruik bij de NAVO en de ICAO, maar ook bij de Internationale Telecommunicatie-unie (ITU), de Internationale Maritieme Organisatie (IMO), en in Nederland bijvoorbeeld bij ProRail en bij de Nederlandse Spoorwegen. De politie en beveiligings- en bewakingsbedrijven maken vaak gebruik van dit alfabet. Buiten deze sectoren worden ook andere spelalfabetten gebruikt, zoals het Nederlands telefoonalfabet.

## Letters
In de onderstaande tabel staan de letters en het woord waarmee ze worden aangeduid, en de aanwijzing voor de uitspraak.
| Letter | Woord    | Aanwijzingen voor de uitspraak | Aanwijzingen voor de uitspraak |
| Letter | Woord    | IPA                            | Engelse herspelling            |
| ------ | -------- | ------------------------------ | ------------------------------ |
| A      | Alfa     | ˈalfa                          | al-fah                         |
| B      | Bravo    | ˈbravo                         | brah-voh                       |
| C      | Charlie  | ˈtʃali of ˈʃali                | char-lee                       |
| D      | Delta    | ˈdɛlta                         | dell-tah                       |
| E      | Echo     | ˈɛko                           | eck-oh                         |
| F      | Foxtrot  | ˈfɔkstrɔt                      | foks-trot                      |
| G      | Golf     | ˈɡɔlf                          | golf                           |
| H      | Hotel    | hoˈtɛl                         | hoh-tel                        |
| I      | India    | ˈɪndia                         | in-dee-ah                      |
| J      | Juliett  | ˈdʒuliˈɛt                      | jew-lee-ett                    |
| K      | Kilo     | ˈkilo                          | key-loh                        |
| L      | Lima     | ˈlima                          | lee-mah                        |
| M      | Mike     | ˈmai̯k                          | mike                           |
| N      | November | noˈvɛmba                       | no-vem-ber                     |
| O      | Oscar    | ˈɔska                          | oss-cah                        |
| P      | Papa     | paˈpa                          | pah-pah                        |
| Q      | Quebec   | keˈbɛk                         | keh-beck                       |
| R      | Romeo    | ˈromio                         | row-me-oh                      |
| S      | Sierra   | siˈɛra                         | see-air-rah                    |
| T      | Tango    | ˈtaŋɡo                         | tang-go                        |
| U      | Uniform  | ˈjunifɔm of ˈunifɔm            | you-nee-form                   |
| V      | Victor   | ˈvɪkta                         | vic-tah                        |
| W      | Whiskey  | ˈwɪski                         | wiss-key                       |
| X      | X-Ray    | ˈɛksrei̯                        | ecks-ray                       |
| Y      | Yankee   | ˈjaŋki                         | yang-key                       |
| Z      | Zulu     | ˈzulu                          | zoo-loo                        |

## Cijfers
In deze tabel de cijfers en het woord waarmee ze worden aangeduid, en de aanwijzing voor de uitspraak van de NAVO. Getallen worden cijfer na cijfer uitgesproken, zoals het getal ‘35’ dat men uitspreekt als ‘tree fife’ en niet als ‘thirty five’.
| Cijfer | Woord | Uitspraak            | Uitspraak             |
| Cijfer | Woord | (Franse herspelling) | (Engelse herspelling) |
| ------ | ----- | -------------------- | --------------------- |
| 1      | One   | ouann                | wun                   |
| 2      | Two   | tou                  | too                   |
| 3      | Three | tri                  | tree                  |
| 4      | Four  | fo eur               | fow-er                |
| 5      | Five  | fa ïf [sic]          | fife                  |
| 6      | Six   | siks                 | six                   |
| 7      | Seven | sèv n                | sev-en                |
| 8      | Eight | eït                  | ait                   |
| 9      | Nine  | naï neu              | nin-er                |
| 0      | Zero  | zi ro                | zee-ro                |

## Voorbeelden uitspraak
- Wikipedia = wiss-key   in-dee-ah   key-loh   in-dee-ah   pah-pah   eck-oh   dell-tah   in-dee-ah   al-fah
- 19LV0967 = wun   nin-er   lee-mah   vic-tah   zee-ro   nin-er   six   sev-en